# ミスマッチグルメ
ミスマッチグルメは、かつてアミー・パークで活動していたお笑いコンビ。2000年結成、2011年5月末解散。

## メンバー
じゅんいちダビッドソン（本名：内海 潤一（うちのうみ じゅんいち）、1975年2月4日 - ）
- ボケ担当。立ち位置は左。旧芸名はじゅんいち。
- 兵庫県出身。
- 趣味は野球、読書、飲酒。特技はビリヤード、水球
- 身長：174.6cm、体重：66kg、足サイズ：26.5cm。B型。
- 過去にホリプロで林信亨と共に「アルパチ」というコンビを組んでいた（解散後、林信亨はアミー・パークでふとっちょ☆カウボーイ・水町タカオと共に「なごみ堂！」を結成、後に解散し、「ハピネス林」として結婚式２次会の司会業を経て、サンドウィッチマンのマネージャーに転身）。

ポーク林（本名：林 雄大（はやし たけひろ）、1974年9月6日 - ）
- ツッコミ担当。立ち位置は右。旧芸名はパンチ。
- 東京都出身。
- 趣味はプロレス観戦、食べる事。特技は料理。
- 身長：174cm、体重：100kg、足サイズ：27.5cm。A型。
- 西口プロレスにも出演。
- NSC東京1期生。過去には「シャイなあんちくしょう」というコンビや、ワタナベエンターテインメントで「ラッキーパンチ」というコンビを組んでいた。
- 解散後はピン芸人として活動した後に芸人を引退。

## 芸風
- 芸種は漫才。色々と際どいボケを続け様に繰り出すじゅんいちを林が突っ込む。

### 当初の特徴
林は半袖ポロシャツにハーフパンツ、じゅんいちはタンクトップにジーンズという衣装だった。
ネタの導入部分で林がコントシチュエーションをじゅんいちに振った後、じゅんいちが「い～や～じゃ～。なんでやらなあかんねん。」と、独特の節を付けて叫びながら拒否するやり取りが定番だった（場合によっては、「Repeat after me。い～や～．．．」と、観客にも言わせようと振るため、林にツッコミで制止されることがある）。
口うるさくツッコむ林にじゅんいちが「ちょっと深刻な病気の発見遅れたらええ。」「素人が捌いたフグ食って体しびれろ。」等、毒づく場面がある。
締めの部分で、「ちゃんとやれよ！」と、怒る林にじゅんいちが「い～や～じゃ～。」と返し、林も独特の節で「もういいよ～！」と更に返し、最後に「ありがと～ございました！」と二人で独特の節をつけながらお辞儀するのが定番だった。 

### 第2期の特徴
漫才の構成で大きく変更はないが、導入と締めの「い～や～じゃ～。」の件がなくなり、スムーズにコントに入る。
衣装も、林にはハンチング帽追加、じゅんいちはタンクトップの代わりにYシャツと長そでセーターに変更。
じゅんいちが繰り出すボケの中で、ウケなさそうなネタは途中で林が制止し、じゅんいちが「．．．いける！」と強行しようとする。
じゅんいちが連発するボケにツッコむのを面倒くさがって、代わりに「死ね」を連発し、「死ねって言うなや！」と、じゅんいちが逆に林をツッコむ（怒るに近い）ことがある。
締めはじゅんいちが林に制止されたギャグをやって辺りが白けて、「何で〜?」と怒るじゅんいちに「だから言ったろ!」と林がツッコみ、終わる。

### 2010年頃～解散の特徴
じゅんいちがアメリカかぶれのキャラに扮した漫才をやっていた（この頃から「じゅんいちダビッドソン」と名乗るようになる）。
衣装は林がTシャツに黒いパンツ・ジャケット・ハンチング帽でじゅんいちがTシャツ・黒い革パンツ・サングラスだった。
とにかく、ネタの端々にアメリカの物事・人物・言葉等を多数盛り込んでいるが、内容は「子供の頃の遊び」「水戸黄門」等、日本のものを題材にしたネタが多い。
途中から、じゅんいちがツッコミ不可能な程暴走し、Tシャツをまくっておなかを見せたタイミングで林がテンポよくTシャツを下し、ビンタしてじゅんいちのサングラスを飛ばすというツッコミがあるが、サングラスが飛ばされる度にじゅんいちが新しいサングラスをポケットから取り出し、かけ直していた。

## 出演

### テレビ
- 爆笑オンエアバトル（NHK）戦績3勝7敗 最高453KB
- オンバト+（NHK）戦績0勝2敗 最高329KB
- ぐるぐるナインティナイン（日本テレビ） 「おもしろ荘へいらっしゃい」のコーナー、林のみ
- あらびき団（TBS） じゅんいちのみ（「じゅんいち水球クラブ」名義）
- 爆笑ピンクカーペット（フジテレビ） キャッチコピーは「きっと美味しくいただけます」→「お笑い1分間クッキング」
- 爆笑レッドカーペット（フジテレビ） キャッチコピーは「お笑い1分間クッキング」、「ミスタービッグアメリカン」、じゅんいちのみ
- エンタの天使 第6回（2008年9月3日、日本テレビ） キャッチコピーは「味覚破壊の三つ星シェフ」

### ラジオ
- おはよう!スプーン（ラジオ日本、2011年8月26日） SPコーナー「サムーソニック」に出演、じゅんいちのみ

### ライブ
- アミーパークライブ 他